# Paul Burkhard

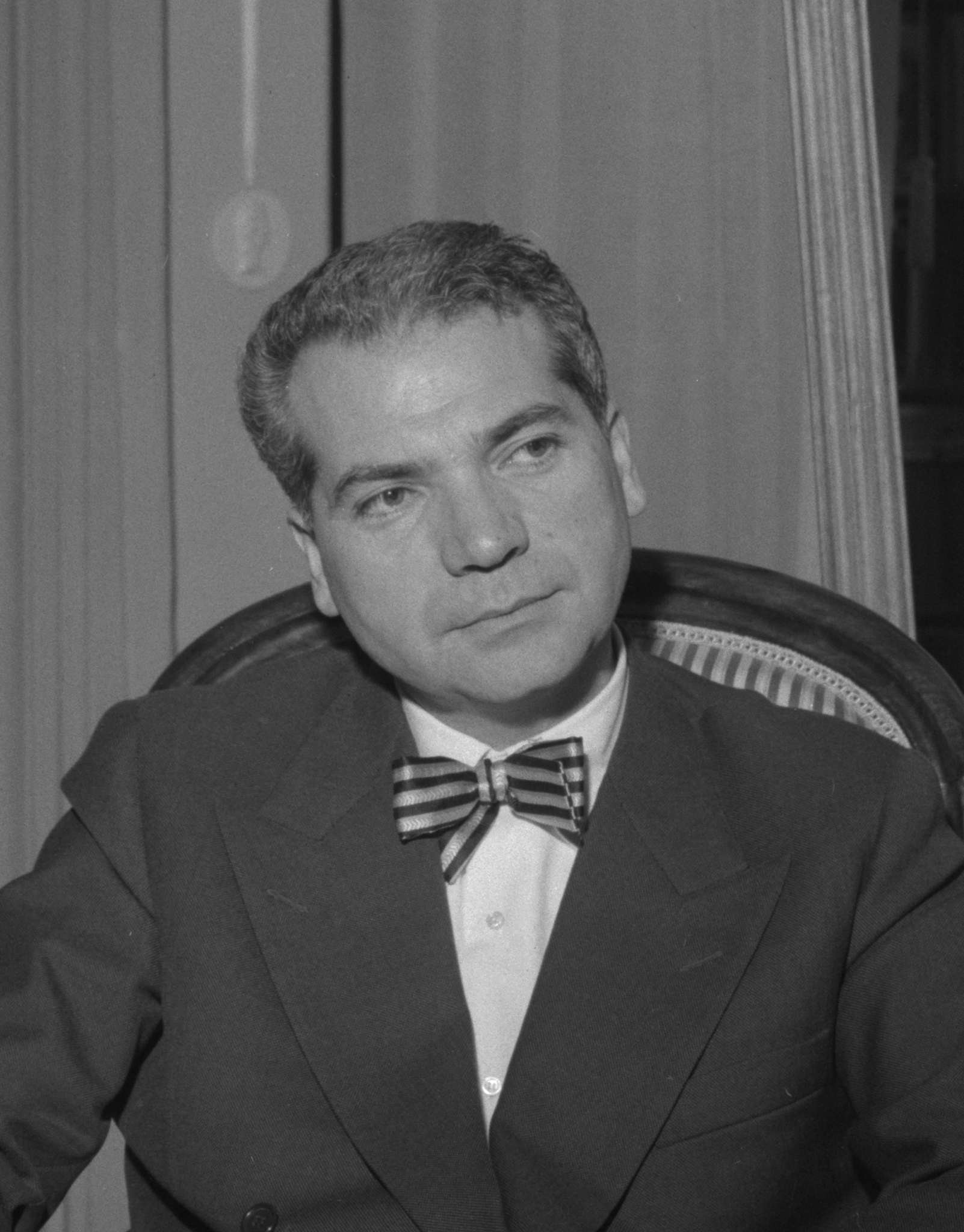
Paul Burkhard in de jaren 50

Paul Burkhard (Zürich, 21 december 1911 - Zell (Zürich), 6 september 1977) was een Zwitsers componist. In de beginperiode van zijn carrière schreef hij alleen oratoria, operettes, musicals en enkele opera's.

## Leven
Na het conservatorium (piano en compositie) startte hij zijn muzikale beroepsleven als correpetitor en kapelmeester bij het stadttheater in Bern. Later, in 1939,  werd hij tot leider van de muziekafdeling van het Schauspielhaus Zürich benoemd. Uiteindelijk werd hij leider van het radio-orkest van Beromünster.
In 1959 verhuisde hij naar Zell terug, waar zijn zuster Lisa, die daarvoor haar carrière als zangeres opgaf, zijn huishouding voerde. Vanaf toen schreef Burkhard kerkelijke werken en religieuze spelen.

## Werk
Waarschijnlijk zijn meest bekende compositie was het lied "Oh mein Papa", over de dood van een geliefde vader die clown was, geschreven voor de musical Der Schwarze Hecht (opnieuw uitgebracht in 1950 onder de titel Feuerwerk), die in première ging in april 1939. 
Het lied schoot omhoog naar nr. 1 in de hitlijst en bleef 26 weken in de hitlijst.
Het lied is door vele artiesten uitgevoerd op de grammofoonplaat vastgelegd, waaronder Alan Breeze, Annette Klooger, Billy Cotton, Billy Vaughn, Connie Francis, Diana Decker, Eddie Calvert (instrumentaal op trompet), Eddie Fisher, The Everly Brothers, Harry James, Ken Mackintosh, Lys Assia, Malcolm Vaughan, Muriel Smith, Ray Anthony & his Orchestra, Russ Morgan & his Orchestra, The Beverley Sisters, The Brasshats, The Radio Revellers, en vele anderen.

## Werken (selectie)
- 1935 – Hopsa (operette in twee delen, hernieuwd opgevoerd in  1957)
- 1939 - Der Schwarze Hecht met de schlager O mein Papa
- 1950 – Das Feuerwerk, muzikale komedie in 3 bedrijven - libretto: Erik Charell en Robert Gilbert naar Jürg Amsteins "Der Schwarze Hecht" - première: 16 mei 1950, München
- 1951 – Die kleine Niederdorfoper
- 1956 – Spiegel, das Kätzchen – muzikale komedie
- 1958 – Das Kaffeehaus - muzikale komedie - libretto: Leonard Steckel, Hans Weigl naar Carlo Goldoni in de vertaling van Lola Lorme - première: 1958, Zürich
- 1960 – Frank V. – komedie met muziek "Oper einer Privatbank“, van Friedrich Dürrenmatt
- 1960 – D Zäller Wiehnacht – Kerstspel
- 1965 – Noah – De geschiedenis van Noach en de Ark, voor kinderen en jongeren
- 1969 – Zäller Glichnis
- 1971 – Zäller Oschtere – opstandingsspel
- 1973 – Freu dich mit uns, Jona – musical